# Műkorcsolya az 1920. évi nyári olimpiai játékokon
Az 1920. évi nyári olimpiai játékokon a műkorcsolya versenyszámait Antwerpenben rendezték április 25. és 27. között. Egy férfi, egy női és a páros versenyszámban osztottak érmeket. 1924-től a műkorcsolya átkerült a téli olimpiák műsorába.

## Részt vevő nemzetek
A versenyeken 8 nemzet 26 sportolója vett részt.
- Egyesült Államok (USA) (2)
- Belgium (BEL) (2)
- Finnország (FIN) (3)
- Franciaország (FRA) (2)
- Nagy-Britannia (GBR) (6)
- Norvégia (NOR) (6)
- Svájc (SUI) (1)
- Svédország (SWE) (4)

## Éremtáblázat
(Az egyes számoszlopok legmagasabb értéke vagy értékei vastagítással kiemelve.)
| Az 1920. évi nyári olimpiai játékok éremtáblázata műkorcsolyában | Az 1920. évi nyári olimpiai játékok éremtáblázata műkorcsolyában | Az 1920. évi nyári olimpiai játékok éremtáblázata műkorcsolyában | Az 1920. évi nyári olimpiai játékok éremtáblázata műkorcsolyában | Az 1920. évi nyári olimpiai játékok éremtáblázata műkorcsolyában | Olimpia  |
| ---------------------------------------------------------------- | ---------------------------------------------------------------- | ---------------------------------------------------------------- | ---------------------------------------------------------------- | ---------------------------------------------------------------- | -------- |
|                                                                  | Ország                                                           | Arany                                                            | Ezüst                                                            | Bronz                                                            | Összesen |
| 1.                                                               | Svédország (SWE)                                                 | 2                                                                | 1                                                                | 0                                                                | 3        |
| 2.                                                               | Finnország (FIN)                                                 | 1                                                                | 0                                                                | 0                                                                | 1        |
|                                                                  |                                                                  |                                                                  |                                                                  |                                                                  |          |
| 3.                                                               | Norvégia (NOR)                                                   | 0                                                                | 2                                                                | 1                                                                | 3        |
|                                                                  |                                                                  |                                                                  |                                                                  |                                                                  |          |
| 4.                                                               | Egyesült Államok (USA)                                           | 0                                                                | 0                                                                | 1                                                                | 1        |
| 4.                                                               | Nagy-Britannia (GBR)                                             | 0                                                                | 0                                                                | 1                                                                | 1        |
|                                                                  |                                                                  |                                                                  |                                                                  |                                                                  |          |
| Összesen                                                         | Összesen                                                         | 3                                                                | 3                                                                | 3                                                                | 9        |

## Érmesek
| Az 1920. évi nyári olimpiai játékok érmesei műkorcsolyában |                                                          |                                            |                                                         |
| Versenyszám                                                | Arany                                                    | Ezüst                                      | Bronz                                                   |
| Férfi                                                      | Gillis Grafström · Svédország (SWE)                      | Andreas Krogh · Norvégia (NOR)             | Martin Stixrud · Norvégia (NOR)                         |
| Női                                                        | Magda Julin · Svédország (SWE)                           | Svea Norén · Svédország (SWE)              | Theresa Weld · Egyesült Államok (USA)                   |
| Páros                                                      | Finnország (FIN) · Ludovika Jakobsson · Walter Jakobsson | Norvégia (NOR) · Alexia Bryn · Yngvar Bryn | Nagy-Britannia (GBR) · Phyllis Johnson · Basil Williams |